# Hongqi HS7
Hongqi HS7 — среднеразмерный люксовый кроссовер китайского бренда Hongqi концерна FAW.

## Первое поколение
Hongqi HS7 оснащён 3,0-литровым двигателем с турбонаддувом мощностью 337 л. с. и крутящим моментом 445 Н·м, который сочетается в паре с восьмиступенчатой автоматической трансмиссией Aisin. До 100 км/ч автомобиль разгоняется за 7,8 секунд. В 2021 году в моторную гамму был добавлен 2,0-литровый двигатель мощностью 252 л. с. и крутящим моментом 380 Н·м, который сочетается в паре с семиступенчатой трансмиссией с двойным сцеплением.

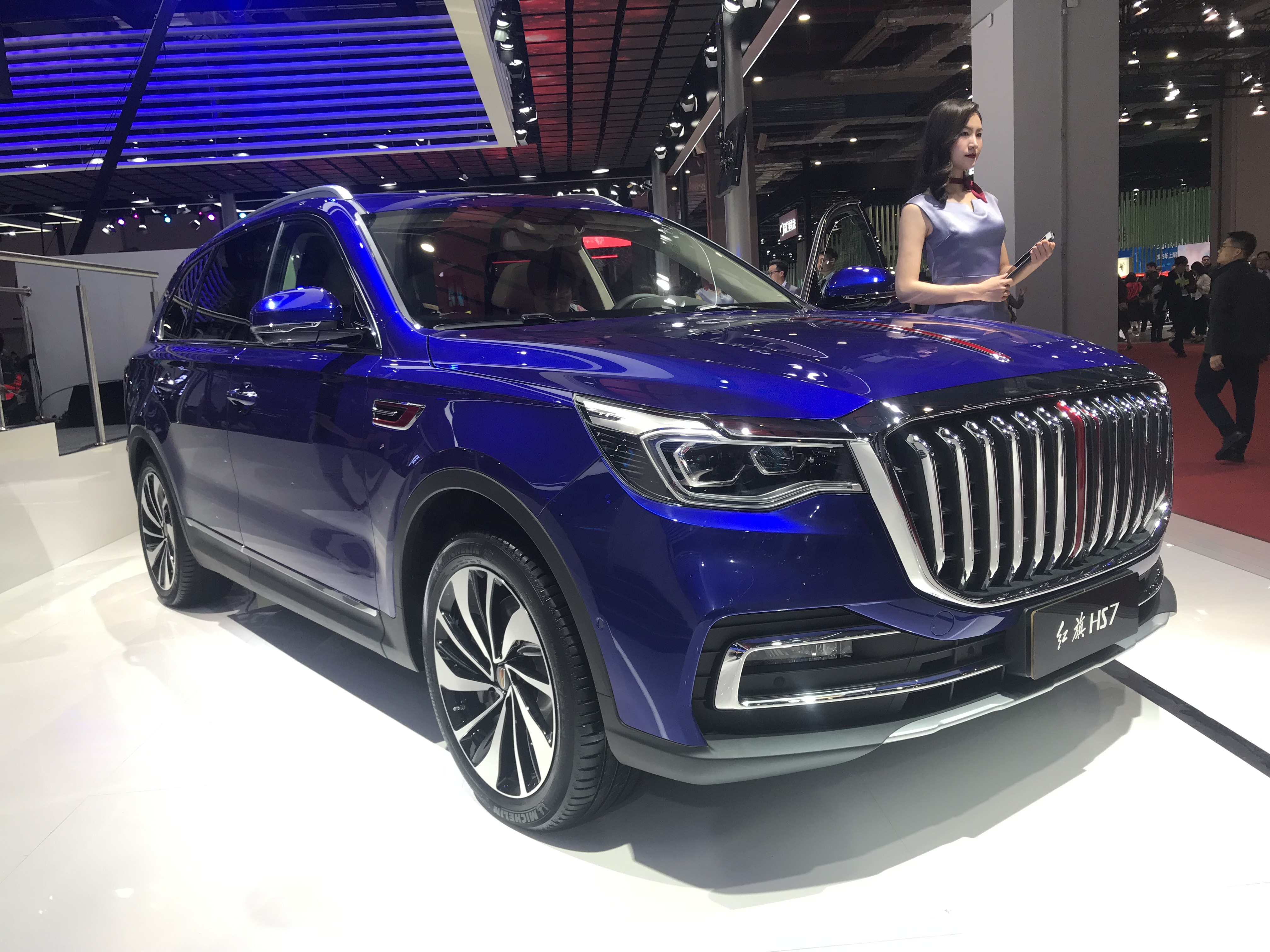
Вид спереди
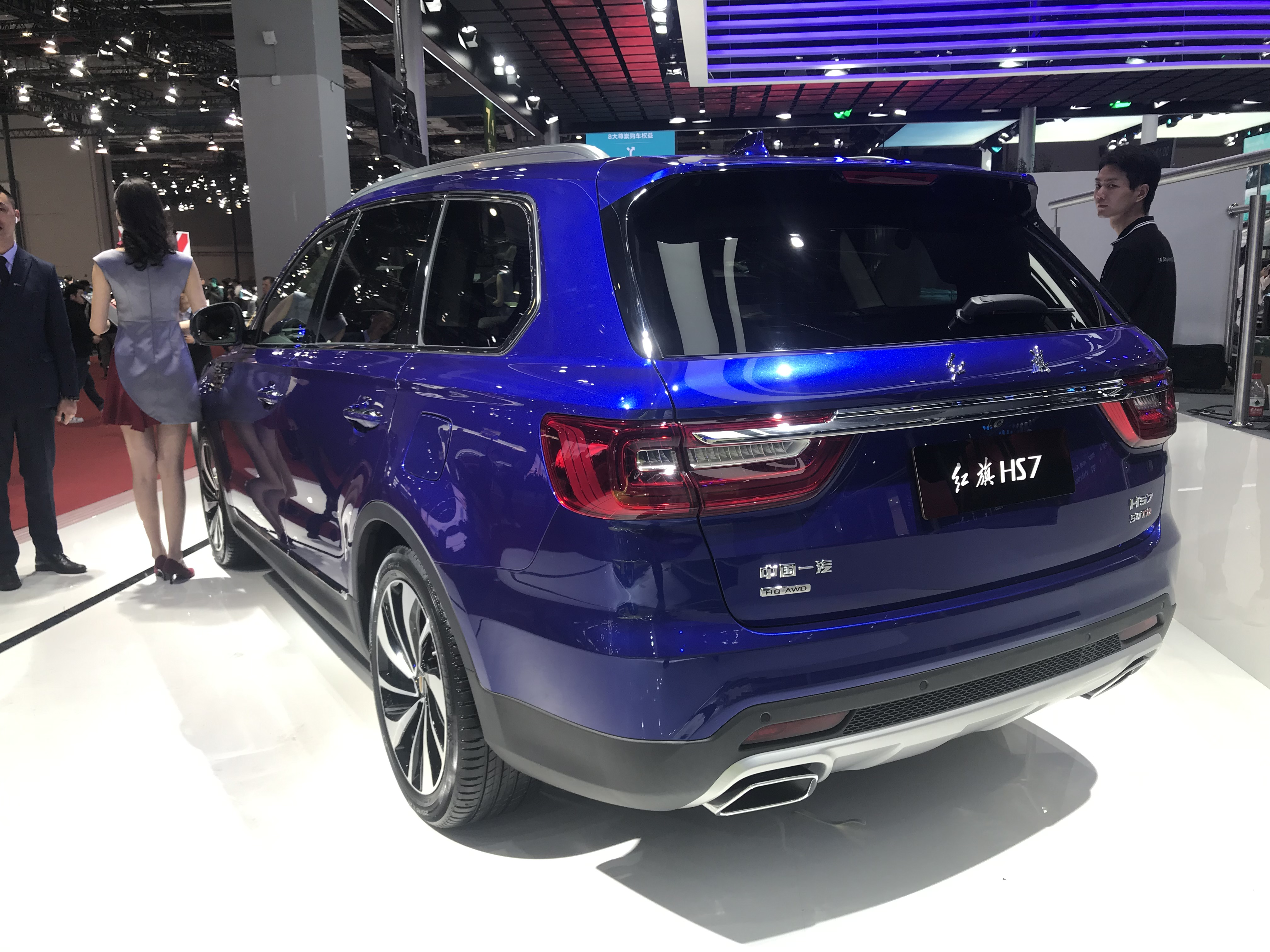
Вид сзади

## Второе поколение
В 2023 году на автосалоне в Шанхае было представлено второе поколение Hongqi HS7. Возможен дебют в России.

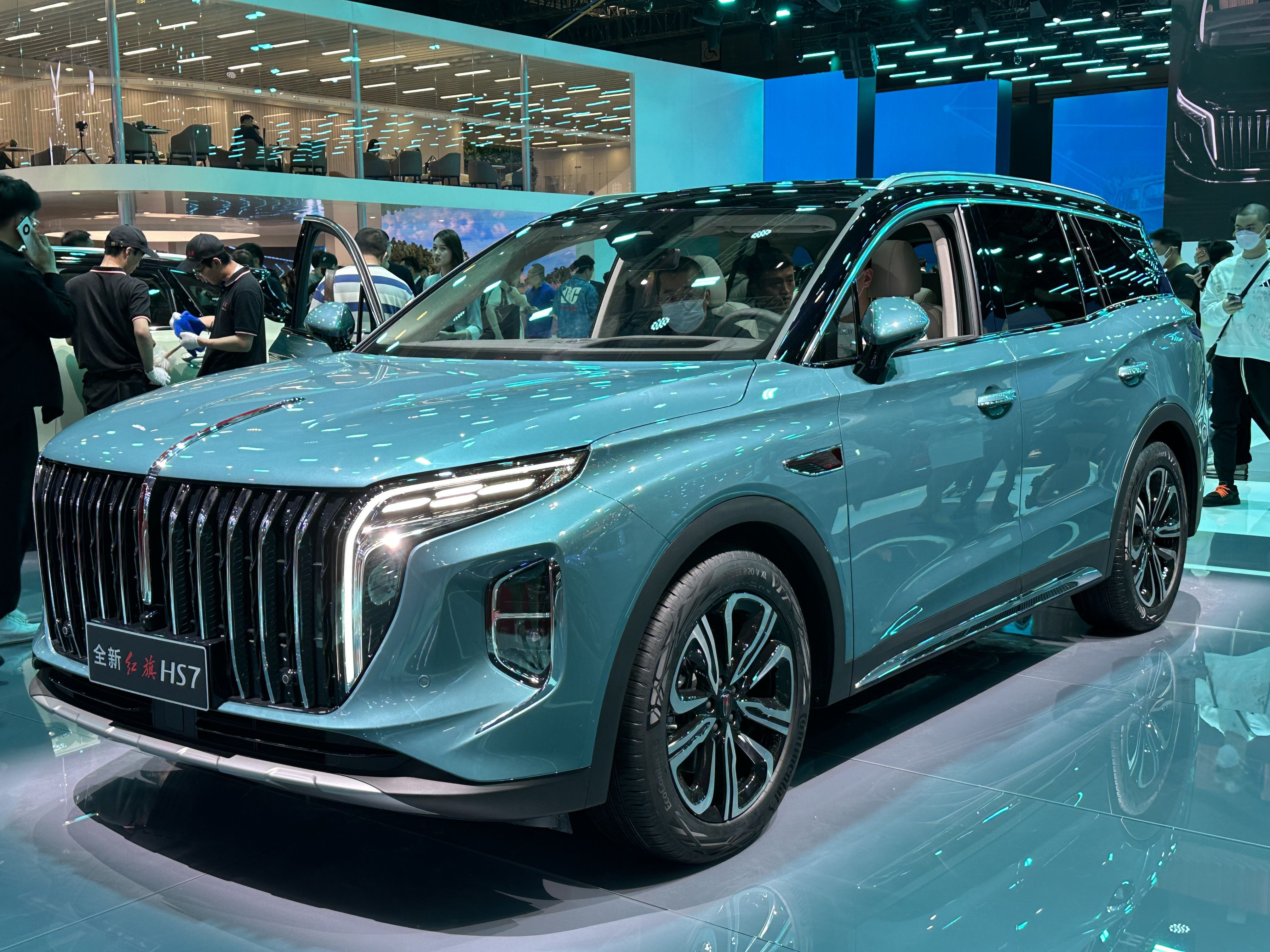
Вид спереди
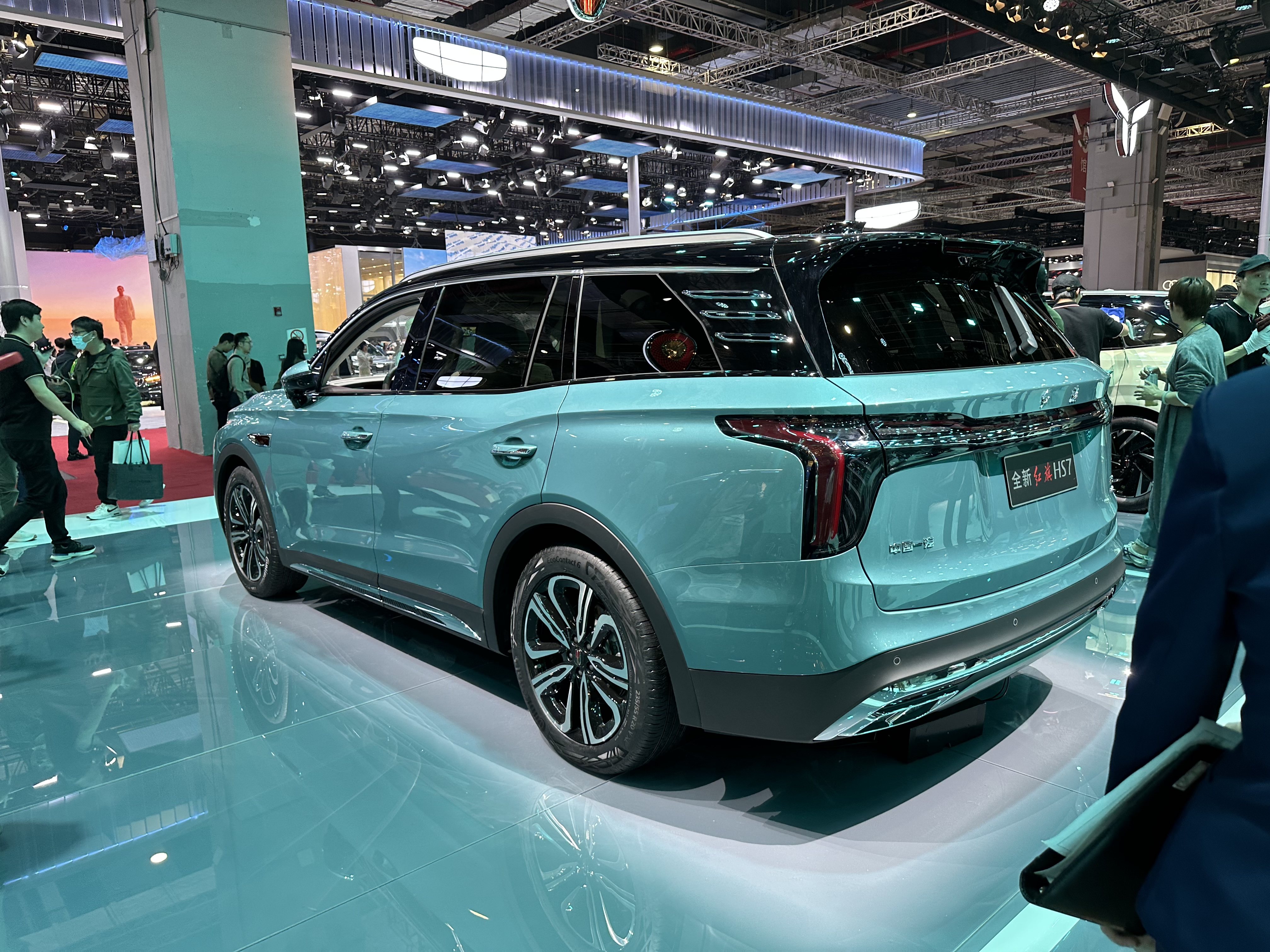
Вид сзади